# برنت داتری
برنت دیوید داتری (متولد ۲۰اوت ۱۹۸۵) یک بازیگر آمریکایی است. او بخاطر نقش خود به عنوان نوئل کان در مجموعه تلویزیونی دروغگوهای کوچک زیبا شناخته شده‌است. در سال ۲۰۱۳ او در درام روزهای زندگی ما، نقش برایان را گرفت.
در سال ۲۰۱۳ به جمع بازیگران فصل ۷ همسران ارتشی در نقش پاتریک کلارک پیوست که در آوریل ۲۰۱۳ روی آنتن رفت.
در پاییز ۲۰۱۳، در کمدی بازی‌های گرسنگی از جیسون فریدبرگ و ارون سلتزر نقشی گرفت. در سال ۲۰۱۴، در مجموعه تلویزیونی مدیریت خشم بازی کرد.
داتری در فصل۱۷ رقص با ستارگان شرکت کرد که در هفته هشتم رقابت حذف شد و در جایگاه هفتم قرار گرفت. در سال ۲۰۱۶، او برای نقش لوک ساویر در فیلم پنجاه طیف آزادی انتخاب شد.